# Pavlos Kunduriotis
Pavlos Kunduriotis (řecky Παύλος Κουντουριώτης; 9. dubna 1855 – 22. srpna 1935) byl řeckým admirálem arvanitského původu. Stal se jedním z hrdinů Balkánských válek a dvakrát působil ve funkci řeckého prezidenta.

## Mládí
Pavlos Kunduriotis byl členem rodiny, jejíž příslušníci se ve velké míře účastnili řecké války za nezávislost, například jeho dědeček Georgios Kunduriotis, který zastával za Oty I. post předsedy vlády. Původní jméno rodiny znělo Zervas, ale později bylo změněno na Kunduris, protože jeden z předků rodu žil po určitý čas ve vesnici Kundura nacházející se v Megridě.

## Služba u námořnictva

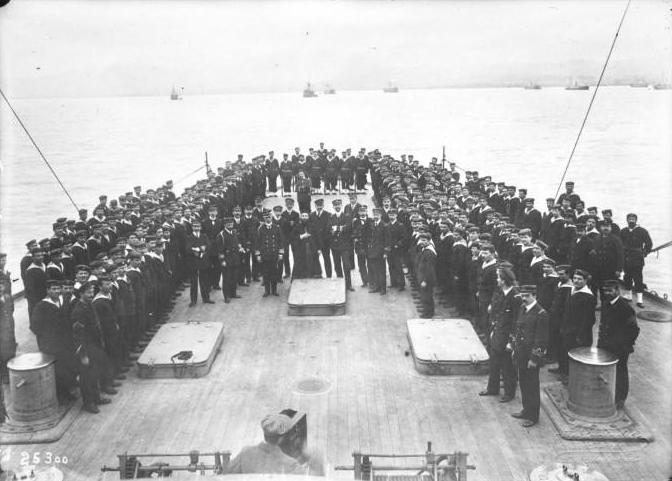
Admirál Pavlos Kountouriotis a posádka jeho vlajkové lodi Averof během první balkánské války, 1912.

Roku 1875 se Kunduriotis přihlásil do řeckého námořnictva, aby byl poté roku 1912 povýšen při vypuknutí první balkánské války na kontradmirála. Během balkánských válek vedl námořnictvo se svou vlajkovou lodí Georgios Averof k řadě významných vítězství v bitvách u Elli (prosinec 1912) a Limnu (leden 1913). Díky těmto úspěchům se posléze podařilo osvobodit většinu Egejských ostrovů. Z Kunduriotise se tak stal národní hrdina. 

## Politická kariéra

### Za první světové války a v roli regenta
Roku 1916 se stal ministrem ve vládě Stefanopula Skuludise, avšak kvůli nesouhlasu s proněmeckým cítěním krále Konstantina I. odešel do Soluně za Eleftheriem Venizelem a získal post ministra námořnictva ve Venizelově vládě národní obrany. Poté odešel z námořnictva a když král Alexandr I. v roce 1920 zemřel, zastával Kunduritotis pozici regenta, a to až do voleb v listopadu 1920, díky kterým se král Konstantin vrátil zpět na trůn.

### Prezidentem
V březnu 1924 po svrhnutí krále Jiřího II. byl zvolen prvním prezidentem druhé helénské republiky, ale roku 1926 odstoupil na protest proti diktátorskému režimu generála Pangalose. Byl znovuzvolen v květnu 1929, ale kvůli zdravotním potížím v prosinci toho samého roku opět abdikoval.

## Smrt a pocty
Pavlos Kunduriotis zemřel roku 1935. Byly po něm pojmenovány dvě řecké lodě – torpédoborec z druhé světové války a fregata F 462 Kunduriotis.